# Fritz Hellmuth
Fritz Hellmuth, Pseudonym für Siegfried Jelinek (* 12. März 1878 in Zwestow (Böhmen); † 26. Dezember 1939 in Wien), war ein österreichischer Schriftsteller.
Der im böhmischen Zwestow (heute Zvěstov, Tschechische Republik) als Sohn eines Handwerkers geborene Schriftsteller besuchte die Volksschule und machte anschließend eine kaufmännische Lehre. Im Selbststudium befasste er sich mit Fremdsprachen, Literatur und Philosophie. Um das Jahr 1909 lebte er in Prag. Im Ersten Weltkrieg diente er im Landsturm und war 1919 im Wiener Völkerbundverlag als Übersetzer und Schriftleiter tätig. Im weiteren Leben war er Lehrer im höheren Schuldienst.
Hellmuth erwarb einen Doktortitel und einen Professor h. c.
Er verfasste Gedichte, Novellen, Romane, Volksstücke und Dramen. Zu seinen Werken gehören unter anderem Der Glasschleifer (Drama, 1903), Die Meistergeiege (Märchendrama, 1904), Aktuar Sulzer. Lyrisches Märchendrama in fünf Aufzügen (1907), Ein Wiedersehen. Schauspiel in vier Akten (1909), Eveline. Volksstück in drei Akten (1911), Basia, die Hexe (Drama, 1920) und „Sündenregister der hl.Antonius“ (1925).
Seine Grabstätte befindet sich auf dem Evangelischen Friedhof Matzleinsdorf  in Wien.